# Hudson Hoagland
Hudson Hoagland (* 5. Dezember 1899 in Rockaway, New Jersey; † 4. März 1982 in Southborough, Massachusetts) war ein amerikanischer Neurowissenschaftler, der sich vorrangig mit Neurophysiologie und Biopsychologie befasste.

## Leben
Hudson Hoagland studierte an der Columbia University und erhielt dort 1921 einen Bachelor of Science, bevor er ans Massachusetts Institute of Technology wechselte und dort 1924 seinen Master in Chemieingenieurwesen (chemical engineering) erwarb. Anschließend ging er an die Harvard University und wurde dort 1927 in Psychologie zum Ph.D. promoviert. In der Folge war er forschend in Harvard sowie im Rahmen eines Auslandsaufenthalts an der University of Cambridge aktiv, bevor er 1931 eine Professur für Physiologie an der Clark University übernahm.
Am Standort der Clark University, in Worcester, gründete Hoagland 1944 gemeinsam mit Gregory Pincus die Worcester Foundation for Experimental Biology (später als Worcester Foundation for Biomedical Research bekannt), ein unabhängiges Forschungsinstitut für biomedizinische Wissenschaften. Für dessen Leitung war er als Direktor bzw. Präsident bis 1967 verantwortlich. Parallel dazu war er als Professor an der Tufts University (1946–1950) sowie an der Boston University (1950–1968) tätig, bevor er emeritiert wurde.
Bereits 1934 wurde Hoagland in die American Academy of Arts and Sciences gewählt, der er später von 1961 bis 1964 auch als Präsident vorstand. 1944/45 war er Guggenheim Fellow. Ferner war er Mitglied der American Association for the Advancement of Science sowie der American Physiological Society und erhielt die Ehrendoktorwürde des Colby College, der Wesleyan University, der Clark University, des Bates College, der Boston University sowie des Worcester Polytechnic Institute.
Hoagland war seit 1920 verheiratet und hatte vier Kinder. Sein Sohn Mahlon Hoagland folgte der Berufswahl seines Vaters und übernahm später die Leitung der Worcester Foundation for Biomedical Research. Hudson Hoagland verstarb am 4. März 1982 im Alter von 82 Jahren. Ihm zu Ehren existiert heute die Hudson Hoagland Society, die sich für biomedizinische Forschung an der University of Massachusetts engagiert.

## Wissenschaftliche Schwerpunkte
Hoagland befasste sich mit verschiedenen Fachgebieten der Neurowissenschaften, beispielsweise mit Neuro- bzw. Elektrophysiologie, Biopsychologie und Neuroendokrinologie. Einer seiner Schwerpunkte lag auf der Untersuchung des Gehirns mittels Elektroenzephalografie und auf den physiologischen Zusammenhängen der Oberflächensensibilität. Zudem beschäftigte er sich mit Schizophrenie-Patienten und war an der Entwicklung der Antibabypille beteiligt, an der jedoch sein Kollege Gregory Pincus deutlich mehr Anteil hatte.
Anfang der 1930er entdeckte Hoagland bei einer Grippeerkrankung seiner Frau Anna die Abhängigkeit des Zeitempfindens von der Körpertemperatur. Ihre innere Uhr lief bei seiner Frau umso schneller, je höher ihr Fieber war.